# Chris Coleman
Christopher ("Chris") Patrick Coleman (Swansea, 10 juni 1970) is een Welsh voetbalcoach en voormalig voetballer. Hij speelde als verdediger voor Swansea City, Crystal Palace, Blackburn Rovers en Fulham. Coleman kwam 32 keer uit voor het Welsh voetbalelftal, waarvoor hij vier keer scoorde.
Chris Coleman is momenteel coach van Oud-Heverlee-Leuven
Coleman is coach van OHL sinds 2 december 2024. 

## Interlandcarrière
Chris Coleman kwam in totaal 32 keer (vier doelpunten) uit in de nationale ploeg van Wales in de periode 1992–2002. Hij maakte zijn debuut op woensdag 29 april 1992 in de vriendschappelijke uitwedstrijd tegen Oostenrijk, evenals Jason Rees (Luton Town) en Lee Nogan (Watford). Het duel eindigde in een 1–1 gelijkspel. Coleman nam in dat duel de enige treffer van Wales voor zijn rekening, nadat hij in de 59ste minuut was ingevallen voor Eric Young.
| Interlanddoelpunten | Interlanddoelpunten | Interlanddoelpunten | Interlanddoelpunten | Interlanddoelpunten | Interlanddoelpunten | Interlanddoelpunten | Interlanddoelpunten |
| #                   | Datum               | Locatie             | Wedstrijd           | Goal(s)             | Score               | Uitslag             | Wedstrijd           |
| ------------------- | ------------------- | ------------------- | ------------------- | ------------------- | ------------------- | ------------------- | ------------------- |
| 1                   | 29 april 1992       | Wenen               | Oostenrijk – Wales  | 83'                 | 1 – 1               | 1 – 1               | Oefeninterland      |
| 2                   | 9 maart 1994        | Cardiff             | Wales – Noorwegen   | 90'                 | 1 – 3               | 1 – 3               | Oefeninterland      |
| 3                   | 7 september 1994    | Cardiff             | Wales – Albanië     | 6'                  | 1 – 0               | 2 – 0               | EK-kwalificatie     |
| 4                   | 14 oktober 1998     | Cardiff             | Wales – Wit-Rusland | 55'                 | 2 – 2               | 3 – 2               | EK-kwalificatie     |

## Bondscoachschap
Op 19 januari 2012 werd Coleman aangesteld als bondscoach van Wales. Hij volgde Gary Speed op, die in november 2011 zelfmoord had gepleegd. In de eerste wedstrijd onder zijn leiding, een vriendschappelijk duel tegen Costa Rica op 29 februari 2012, verloor Wales met 1–0 door een doelpunt van Joel Campbell. Op 7 september in dat jaar begon Coleman met zijn land aan de kwalificatie voor het wereldkampioenschap voetbal 2014. In tien wedstrijden werd niet voldoende gewonnen om een plaatsbewijs voor het wereldtoernooi te bemachtigen. Enig succes werd wel geboekt – zo werd tegen WK-ganger België gelijkgespeeld (1–1) en in maart 2014 in een oefeninterland IJsland verslagen (3–1). In de herfst van 2014 begon Coleman aan het EK-kwalificatietoernooi, waarin Wales in de eerste vier duels ongeslagen bleef en zodoende zicht bleef houden op zijn eerste deelname aan een internationaal landentoernooi. In oktober 2015 werd die deelname afgedwongen na winst op Andorra. Wales werd in de halve finale van het EK uitgeschakeld door Portugal (0–2), na in de eerdere twee knock-outwedstrijden Noord-Ierland (1–0) en België (3–1) te hebben verslagen. Coleman wist Wales niet naar het WK voetbal 2018 te loodsen en besloot daarop op te stappen. Hij tekende een contract tot medio 2020 bij Sunderland AFC. In de laatste interland onder zijn leiding, een oefenduel tegen Panama (1-1) op 14 november 2017, liet hij nog vier spelers debuteren in het Welsh elftal: Tom Lockyer (Bristol City), Lee Evans (Wigan Athletic), Marley Watkins (Norwich City) en Ryan Hedges (Barnsley).
| Interlands Wales onder leiding van bondscoach Chris Coleman | Interlands Wales onder leiding van bondscoach Chris Coleman | Interlands Wales onder leiding van bondscoach Chris Coleman | Interlands Wales onder leiding van bondscoach Chris Coleman | Interlands Wales onder leiding van bondscoach Chris Coleman | Interlands Wales onder leiding van bondscoach Chris Coleman |
| №                                                           | Datum                                                       | Plaats                                                      | Wedstrijd                                                   | Uitslag                                                     | Competitie                                                  |
| ----------------------------------------------------------- | ----------------------------------------------------------- | ----------------------------------------------------------- | ----------------------------------------------------------- | ----------------------------------------------------------- | ----------------------------------------------------------- |
| 1                                                           | 29.02.2012                                                  | Cardiff                                                     | Wales – Costa Rica                                          | 0 − 1                                                       | Oefeninterland                                              |
| 2                                                           | 27.05.2012                                                  | East Rutherford                                             | Mexico – Wales                                              | 2 − 0                                                       | Oefeninterland                                              |
| 3                                                           | 15.08.2012                                                  | Llanelli                                                    | Wales – Bosnië en Herz.                                     | 0 − 2                                                       | Oefeninterland                                              |
| 4                                                           | 07.09.2012                                                  | Cardiff                                                     | Wales – België                                              | 0 − 2                                                       | WK-kwalificatie                                             |
| 5                                                           | 11.09.2012                                                  | Novi Sad                                                    | Servië – Wales                                              | 6 − 1                                                       | WK-kwalificatie                                             |
| 6                                                           | 12.10.2012                                                  | Cardiff                                                     | Wales – Schotland                                           | 2 − 1                                                       | WK-kwalificatie                                             |
| 7                                                           | 16.10.2012                                                  | Osijek                                                      | Kroatië – Wales                                             | 2 − 0                                                       | WK-kwalificatie                                             |
| 8                                                           | 06.02.2013                                                  | Swansea                                                     | Wales – Oostenrijk                                          | 2 − 1                                                       | Oefeninterland                                              |
| 9                                                           | 22.03.2013                                                  | Glasgow                                                     | Schotland – Wales                                           | 1 − 2                                                       | WK-kwalificatie                                             |
| 10                                                          | 26.03.2013                                                  | Swansea                                                     | Wales – Kroatië                                             | 1 − 2                                                       | WK-kwalificatie                                             |
| 11                                                          | 14.08.2013                                                  | Cardiff                                                     | Wales – Ierland                                             | 0 − 0                                                       | Oefeninterland                                              |
| 12                                                          | 06.09.2013                                                  | Skopje                                                      | Macedonië – Wales                                           | 2 − 1                                                       | WK-kwalificatie                                             |
| 13                                                          | 10.09.2013                                                  | Cardiff                                                     | Wales – Servië                                              | 0 − 3                                                       | WK-kwalificatie                                             |
| 14                                                          | 11.10.2013                                                  | Cardiff                                                     | Wales – Macedonië                                           | 1 − 0                                                       | WK-kwalificatie                                             |
| 15                                                          | 15.10.2013                                                  | Brussel                                                     | België – Wales                                              | 1 − 1                                                       | WK-kwalificatie                                             |
| 16                                                          | 16.11.2013                                                  | Cardiff                                                     | Wales – Finland                                             | 1 − 1                                                       | Oefeninterland                                              |
| 17                                                          | 05.03.2014                                                  | Cardiff                                                     | Wales – IJsland                                             | 3 − 1                                                       | Oefeninterland                                              |
| 18                                                          | 04.06.2014                                                  | Amsterdam                                                   | Nederland – Wales                                           | 2 − 0                                                       | Oefeninterland                                              |
| 19                                                          | 09.09.2014                                                  | Andorra la Vella                                            | Andorra – Wales                                             | 1 − 2                                                       | EK-kwalificatie                                             |
| 20                                                          | 10.10.2014                                                  | Cardiff                                                     | Wales – Bosnië en Herz.                                     | 0 − 0                                                       | EK-kwalificatie                                             |
| 21                                                          | 13.10.2014                                                  | Cardiff                                                     | Wales – Cyprus                                              | 2 − 1                                                       | EK-kwalificatie                                             |
| 22                                                          | 16.11.2014                                                  | Brussel                                                     | België – Wales                                              | 0 − 0                                                       | EK-kwalificatie                                             |
| 23                                                          | 28.03.2015                                                  | Haifa                                                       | Israël − Wales                                              | 0 − 3                                                       | EK-kwalificatie                                             |
| 24                                                          | 12.06.2015                                                  | Cardiff                                                     | Wales – België                                              | 1 − 0                                                       | EK-kwalificatie                                             |
| 25                                                          | 03.09.2015                                                  | Nicosia                                                     | Cyprus – Wales                                              | 0 – 1                                                       | EK-kwalificatie                                             |
| 26                                                          | 06.09.2015                                                  | Cardiff                                                     | Wales – Israël                                              | 0 – 0                                                       | EK-kwalificatie                                             |
| 27                                                          | 10.10.2015                                                  | Zenica                                                      | Bosnië en Her. – Wales                                      | 2 – 0                                                       | EK-kwalificatie                                             |
| 28                                                          | 13.10.2015                                                  | Cardiff                                                     | Wales – Andorra                                             | 2 – 0                                                       | EK-kwalificatie                                             |
| 29                                                          | 13.11.2015                                                  | Cardiff                                                     | Wales – Nederland                                           | 2 – 3                                                       | Oefeninterland                                              |
| 30                                                          | 24.03.2016                                                  | Cardiff                                                     | Wales – Noord-Ierland                                       | 1 – 1                                                       | Oefeninterland                                              |
| 31                                                          | 28.03.2016                                                  | Kiev                                                        | Oekraïne – Wales                                            | 1 – 0                                                       | Oefeninterland                                              |
| 32                                                          | 05.06.2016                                                  | Solna                                                       | Zweden – Wales                                              | 3 – 0                                                       | Oefeninterland                                              |
| 33                                                          | 11.06.2016                                                  | Bordeaux                                                    | Wales – Slowakije                                           | 2 – 1                                                       | EK-eindronde                                                |
| 34                                                          | 16.06.2016                                                  | Lens                                                        | Engeland – Wales                                            | 2 – 1                                                       | EK-eindronde                                                |
| 35                                                          | 20.06.2016                                                  | Toulouse                                                    | Rusland – Wales                                             | 0 – 3                                                       | EK-eindronde                                                |
| 36                                                          | 25.06.2016                                                  | Parijs                                                      | Wales – Noord-Ierland                                       | 1 – 0                                                       | EK-eindronde                                                |
| 37                                                          | 01.07.2016                                                  | Villeneuve d'Asq                                            | Wales – België                                              | 3 – 1                                                       | EK-eindronde                                                |
| 38                                                          | 06.07.2016                                                  | Lyon                                                        | Portugal – Wales                                            | 2 – 0                                                       | EK-eindronde                                                |
| 39                                                          | 05.09.2016                                                  | Cardiff                                                     | Wales – Moldavië                                            | 4 – 0                                                       | WK-kwalificatie                                             |
| 40                                                          | 06.10.2016                                                  | Wenen                                                       | Oostenrijk – Wales                                          | 2 – 2                                                       | WK-kwalificatie                                             |
| 41                                                          | 09.10.2016                                                  | Cardiff                                                     | Wales – Georgië                                             | 1 – 1                                                       | WK-kwalificatie                                             |
| 42                                                          | 12.11.2016                                                  | Cardiff                                                     | Wales – Servië                                              | 1 – 1                                                       | WK-kwalificatie                                             |
| 43                                                          | 24.03.2017                                                  | Dublin                                                      | Ierland – Wales                                             | 0 – 0                                                       | WK-kwalificatie                                             |
| 44                                                          | 11.06.2017                                                  | Belgrado                                                    | Servië – Wales                                              | 1 – 1                                                       | WK-kwalificatie                                             |
| 45                                                          | 02.09.2017                                                  | Cardiff                                                     | Wales – Oostenrijk                                          | 1 – 0                                                       | WK-kwalificatie                                             |
| 46                                                          | 05.09.2017                                                  | Chișinău                                                    | Moldavië – Wales                                            | 0 – 2                                                       | WK-kwalificatie                                             |
| 47                                                          | 06.10.2017                                                  | Tbilisi                                                     | Georgië – Wales                                             | 0 – 1                                                       | WK-kwalificatie                                             |
| 48                                                          | 09.10.2017                                                  | Cardiff                                                     | Wales – Ierland                                             | 0 – 1                                                       | WK-kwalificatie                                             |
| 49                                                          | 10.11.2017                                                  | Saint-Denis                                                 | Frankrijk – Wales                                           | 2 – 0                                                       | Oefeninterland                                              |
| 50                                                          | 14.11.2017                                                  | Cardiff                                                     | Wales – Panama                                              | 1 – 1                                                       | Oefeninterland                                              |

## Trainercarrière

### Sunderland
Coleman tekende in november 2017 een contract tot medio 2020 bij Sunderland AFC, waar hij de ontslagen Simon Grayson opvolgde.
OH Leuven
Coleman begon zijn carrière bij OH Leuven op 2 december 2024, hij volgde de ontslagen Oscar Garcia op. Hij kreeg als doelstelling om OHL te verzekeren van het behoud. Dat lukte hem en zo kon OHL nog voor de eerste plaats in de Europe play-offs gaan.
Uiteindelijk door minder goede resultaten in de play-offs en door een 5-0 pandoering op het veld van Dender, was het bestuur genoodzaakt om Coleman te ontslaan. Hij werd ontslagen op 11 juni 2025.

## Erelijst
Swansea City
- Welsh Cup

1989, 1991